# Видеопоэзия
Видеопоэзия — это одна из форм видеоискусства, включающая поэтический текст на акустическом или визуальном уровне, или, иными словами, экранизация поэтического произведения. Это пограничный вид искусства: с одной стороны оно граничит с классическим короткометражным фильмом, но, в отличие от него, в видеопоэзии ведущую роль играет поэтический текст; с другой — с музыкальным клипом, хотя стихотворение не поётся, а декламируется либо отображается на экране; с третьей — с видеозаписью поэтических чтений, но, в отличие от них, в видеопоэзии видеоряд несёт дополнительную смысловую нагрузку, обогащает произведение либо акцентирует в нём определённую интерпретацию. При этом, по мнению кинокритика Алексея Артамонова, в практике видеопоэзии изобразительный ряд занимает подчинённое положение. Видеопоэзию также называют видео-визуальной поэзией, поэтроникой, поэтическим видео, медиапоэзией, кино-поэзией, стихоклипом, поэтическим клипом.

## История
Родоначальником видеопоэзии как отдельного жанра считается итальянец Джанни Тоти. Он придумал термин Poetronica и создал несколько концептуальных произведений, таких как «VideoPoemOpera», «VideoSyntheatronica», «VideoPoemetti» (1980-е). Затем за рубежом в этом жанре работали Ричард Костеланец, Арнальдо Антунес, Филипп Буанар, Катерина Давиньо и др.
В России, как принято считать, первыми авторами отдельных видеопоэтических произведений были Константин Кедров и Елена Кацюба, Александр Горнон и Дмитрий Александрович Пригов. Возможно, что самым ранним произведением поэтического видеоарта была слайд-поэма «В тени Кадриорга», реализованная в 1981 г. в Перми режиссёром Павлом Печёнкиным на основе стихотворений Виталия Кальпиди и Владислава Дрожащих: 45-минутная композиция из стихов, написанных поэтами совместно, вкупе с серией слайдов, которая транслировалась на экран одновременно пятью (иногда семью) проекторами.
В XXI веке, как отмечает Данила Давыдов, видеопоэзия завоёвывает всё большую популярность в связи с общим трендом на размывание границ между искусствами. Кроме того, как указывают филологи Т. В. Семьян и Е. А. Смышляев, видеопоэзия является естественной реакцией на общий бум визуального в современной культуре.

## Классификации
Дмитрий Кузьмин предлагает разделять видеопоэтические произведения на синтетические и синкретические: в первом случае речь идёт о визуальной репрезентации ранее имевшегося поэтического текста, во втором стихотворный и визуальный ряды создаются вместе и не существуют один без другого.

## Творческие группы
- Кружок, квадрат и треугольник — московская студия видеопоэзии, организованная выпускниками ВГИКа Натальей Бабинцевой, Фёдором Кудряшовым и Артёмом Рыбаковым[9].

- Лаборатория Поэтического Акционизма — рабочее объединение поэтов, художников и философов, которые ставят своей целью разотчуждение повседневности через насыщение городского пространства поэзией, утверждают новое понимание поэзии, реализующейся в актах коллективного артистического действия. В объединение входят Павел Арсеньев, Дина Гатина и Роман Осминкин. Помимо прочего, среди творческих работ группы присутствуют оригинальные видеопоэтические ролики[10].

- Текст-группа «Орбита» — объединение русскоязычных поэтов Латвии, существующее с 1999 года. Помимо видеопоэзии занимается поэтическими концертами, организует поэтические фестивали.[11]
- ДООС (Добровольное Общество Охраны Стрекоз) — творческая группа, включающая таких авторов, как Нина Зарецкая, Константин Кедров, Елена Кацюба, Людмила Кравец. Произведения группы: Шок-Шоу АТВ, Компьютер любви (Майя Опара по поэме К.Кедрова).
- Открытая творческая Лаборатория видеопоэзии на стихи Роберта Рождественского — Инициатором проведения Творческой лаборатории стал Молодежный центр кинематографистов Алтая при участии Государственного музея истории литературы, искусства и культуры Алтая и при поддержке Министерства культуры Алтайского края. Руководители лаборатории: руководитель Молодёжного центра кинематографистов Алтая, сценарист, режиссер Дмитрий Шарабарин и продюсер Молодёжного киноцентра, режиссер, педагог Василий Романов. Лаборатория проводится с 2020 года.

## Фестивали
- Конкурс поэтического кино Zebra проводится Берлинской литературной мастерской раз в два года, начиная с 2002 г. В конкурсе принимают участие кинематографисты и поэты из разных стран. Организатор — Томас Вольфарт.[11]

- Фестивали «Зря!» и «Пятая нога»

Первый фестиваль видеопоэзии «ЗРЯ!» состоялся в 2007 году на Книжном фестивале в Центральном доме художника (Москва). Затем он был переименован в Фестиваль видеопоэзии «Пятая нога» и с тех пор проходит каждый ноябрь в кинотеатрах Москвы. Организаторы фестиваля — Екатерина Троепольская и Андрей Родионов.
- Международный Фестиваль медиапоэзии «ВЕНТИЛЯТОР» состоялся 19 декабря 2009 года в Санкт-Петербурге в Центре Современного Искусства им. Сергея Курёхина. Это фестиваль видео, звуковой, визуальной, живой поэзии, объединяющий в себе самое разнообразное поэтическое творчество, которое может быть выражено на любом языке, в любом формате или в любом сочетании форматов.[12]

- Фестивали EXPERIENCES и ОЧЕVIDNO

Фестиваль EXPERIENCES впервые прошёл в 2010 году в Новосибирске и представлял собой показ оригинальных поэтических жанров, в том числе и видеопоэзии.
С 2011 года видео направление выделено в отдельный блок под названием ОЧЕVIDNO.
- «Поэзия live» вечер-конкурс видеопоэзии проводится с 2010 года в Воронеже коммуникационным клубом «КомPRомисс».[14]

- Фестиваль видеопоэзии «СYCLOP» проводится с 2011 года в г. Киеве литературным порталом «Литфест».[15]

- Фестиваль видеопоэзии «Поезія в кадрі» Первый фестиваль прошел 19 мая 2012 года в г. Киеве, второй планируется на 18 мая 2013 года.